# Luiz Felipe Outerelo
Luiz Felipe Outerelo (Rio de Janeiro, 11 dicembre 1991) è un tuffatore brasiliano. Ha difeso i colori della nazionale di tuffi brasiliana alle olimpiadi di Rio de Janeiro 2016.

## Biografia
Ai Giochi olimpici di Rio de Janeiro 2016 ha gareggiato nel concorso della trampolino 3 metri sincro con il compagno di nazionale Ian Matos ed ha concluso all'ottavo posto.